# Hagström Swede Patch
Hagström Swede Patch var den första hybriden mellan gitarr och synthesizer tillverkades av Hagström i samarbete med Ampeg. Gitarren ser ut som en vanlig Hagström Swede men halsen är riggad för att ge input till sythesizer när strängarna kommer i kantakt med banden. Detta ger gitarristen möjlighet att spela instrumentet som en gitarr, som en synthesizer eller som en kombination av båda. Eftersom signal till synthesizern skapas enbart av kontakten mellan sträng och band kan gitarren spelas enbart med vänsterhanden utan att slå an strängarna.

## Utveckling
Förberedelserna för utvecklingen startade 1975 när tolv gitarrer skulle produceras för en musikmässa. I april hade Hagström fått elektronik från Ampeg, och idén var att i en gitarr placera en digital mottagare som kunde kopplas om mellan traditionellt gitarrljud och syntetiskt ljud. Om fler än en sträng användes skulle gitarren automatisk välja det högsta bandet och den lägsta strängen av dessa. Mottagaren kopplades till strängarna och banden och varje sträng och band fick en egen unik kod så att alla möjliga kontaktpunkter mellan sträng och band skulle kunna särskiljas. För att detta skulle fungera var Hagström tvungen att ta fram ett nytt stall som isolerade strängarna elektriskt från varandra. Detta stall ser precis ut som ett vanligt Hagströmstall från denna tid förutom att sadlarnas kontaktytor är tillverkade av hård plast.
Signalerna från gitarren sändes via en speciell kabel till Patch-systemet som fanns i en separat låda. Denna signalkabel var kopplad parallellt med den vanliga förstärkarkablen så gitarren hade två kablar ut istället för bara en. Patch-lådan var utrustad med en pitchpedal som höjde pitchen i halvtonssteg upp till en hel oktav, en "glide"-pedal som kontrollerade den tid det tar för en ton att övergå i en annan, och en Harmonisk fem-pedal som skapade en ton sju halvtoner (en naturlig femma) över den spelade tonen. Från patch-lådan skickades signalen vidare till en analog synthesizer där det slutliga ljudet skapades. Synthesizern ingick inte i gitarrsystemet utan fick köpas separat. 
Gitarren testades av en panel som inkluderade Mick Box (från Uriah Heep) som sade att "den har mycket klart ljud för solospel, men faktum är att du inte kan spela ackord som ingår i din musik... du kan bara använda den för solon" Han hävdade också enligt vad som påstås att den var mycket behändig genom att man kunde spela den med bara en hand vilket lämnade en hand ledig för att dricka öl.
Totalt tillverkades 498 högerhänta och 11 vänsterhänta patch-gitarrer mellan 1976 och 1979. Ett litet antal basar med patch-systemet tillverkades under samma tid.